# 黎明螳属
黎明螳属（学名：Eomantis）是矮螳科下的一个属。

## 下属物种
本属包括以下物种：
- 宽翅黎明螳 Eomantis guttatipennis Stal, 1877，斑翅始螳
- 虹翅黎明螳 Eomantis iridipennis Westwood, 1889
- 云南黎明螳 Eomantis yunnanensis Wang, 1993，云南始螳